# Sky Valley (Californie)
Sky Valley est une census-designated place du comté de Riverside, dans l'État de Californie, aux États-Unis,. En 2020, elle compte une population de 2 411 habitants.

## Dans la culture
La pochette de l'album Welcome to Sky Valley du groupe Kyuss est une photographie représentant le panneau d'entrée de la ville. 